# لت-۴۱۰
لِت-.۴۱ (انگلیسی: Let L-410 Turbolet) یک هواپیمای مسافربری-تجاری ساخت شرکت لِت در کشور چک است که به توربولِت
(Turbolet) مشهور است.

## مشخصات

### مشخصات عمومی
ظرفیت: ۱۹ مسافر یا ۱۶۱۵ کیلوگرم (۳٬۵۶۰ پوند) محموله
طول: ۱۴٫۴۲ متر (۴۷ فوت ۴ اینچ)
بال‌های بزرگ: ۱۹٫۴۸ متر [۷۶] (۶۳ فوت ۱۱ اینچ)
ارتفاع: ۵٫۸۳ متر (۱۹ فوت ۱ ین در)
منطقه بالش: ۳۴٫۸۶ متر مربع (۳۷۵٫۲ فوت مربع)
وزن خالی: ۳٬۹۸۵ کیلوگرم (۸٬۸۸۵ پوند)
حداکثر وزن پرتاب: ۶٬۴۰۰ کیلوگرم (۱۴٬۱۱۰ پوند)
نیروگاه: ۲ × موتور توربوپراس Walter M601E، ۵۵۹ کیلو وات (۷۵۰ اسب بخار) هر

### کارایی
حداکثر سرعت: ۳۸۰ کیلومتر در ساعت (۲۰۵ گره، ۲۳۶ مایل در ساعت) در ۴٬۲۰۰ متر (۱۳٬۸۰۰ فوت) (حداکثر کروز)
سرعت کروز: ۳۶۵ کیلومتر در ساعت (۱۹۷ گره، ۲۲۷ مایل در ساعت) (کروز کروز)
محدوده: ۱۳۸۰ کیلومتر (۷۴۴ نانومتر، ۸۵۷ مایل) (حداکثر سوخت)
سقف سرویس: ۶٬۳۲۰ متر (۲۰٬۷۲۵ فوت)
نرخ صعود: ۷٫۴ متر بر ثانیه (۱۴۵۵ فوت / دقیقه)

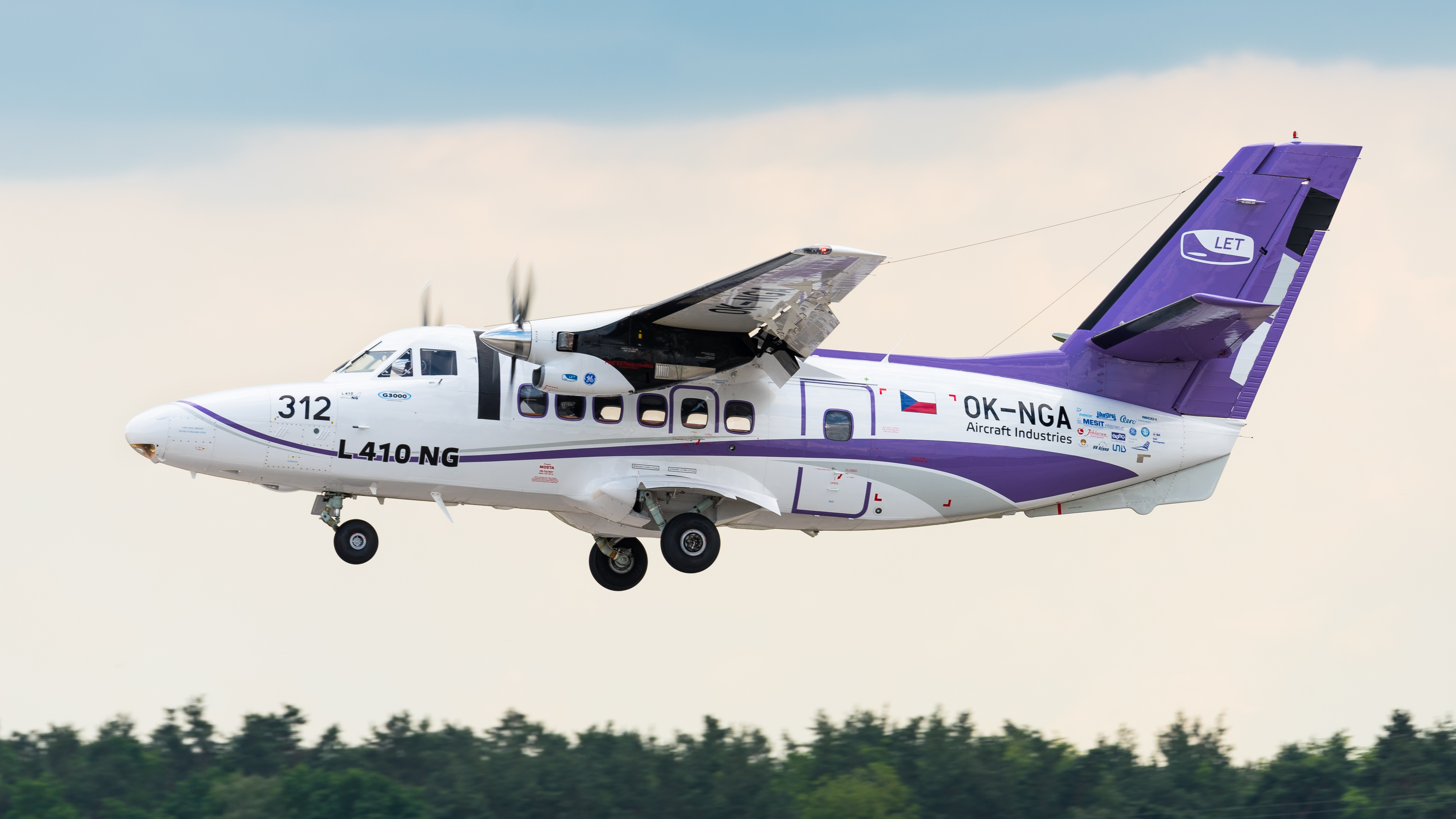
L-410NG در نمایشگاه هوایی ILA برلین